# Эмме, Александр Иванович
Алекса́ндр Ива́нович Эмме 2-й (Alexander Johann Emme; 1794 год — после 1837 года) — генерал-майор, участник Отечественной войны 1812 года и Войны шестой коалиции.

## Ранние годы
Сын героя Наполеоновских войн, генерал-лейтенанта И. Ф. Эмме. В службу вступил 15-и лет пажом 27 декабря 1809 года.

## Военная служба

#### Отечественная война 1812 года
В 1812 году был произведён в корнеты и определён в Сумский гусарский полк. В Отечественную войну Эмме состоял при графе Витгенштейне и участвовал в военных действиях при Чашниках и Смолянах и тогда же за отличие был произведён в поручики.

#### Заграничные походы
В 1813 году Эмме находился в отряде генерал-майора Дернберга и был при взятии Люксембурга, в Дрезденских сражениях — когда был награждён орденом св. Анны IV-й степени, в битвах у Гейльсдорфа, Кульма, Вахау, в сражении при Лейпциге — за что был награждён орденом св. Владимира IV-й степени с бантом — и в битве у Бетельштедта.
В 1814 году Эмме участвовал в битвах при Бар-сюр-Обе, Лабрюселе, Труа, Арси, Фер-Шампенуазе и при взятии Парижа. За храбрость и усердие, проявленные в этих сражениях, Эмме был произведён в ротмистры и награждён «Военным» орденом Баденским  III-й степени и прусским «За заслуги».
В этом же году 30 декабря он был переведён штаб-ротмистром в кавалергарды, а 26 марта следующего года переведен в лейб-гвардии Конно-егерский полк капитаном. Два года спустя, он был переведен майором в Ахтырский гусарский полк, где в 1826 году получил звание подполковника.

#### Русско-персидская война 1826—1828 годов
В кампанию 1826 года Эмме состоял при генерале Ридигере и находился в сражениях при крепости Кюстенджи, Возмудке, Шумле, Эск-Стамбуле и — в других делах.

#### Русско-турецкая война 1828—1829 годов
В кампанию 1829 года Эмме находился при генерале Роте и за участие в битве при Мараше получил звание полковника.

#### Польское восстание 1830 года
В 1830 году Эмме был переведён в Каргопольский драгунский полк, а в следующем году назначен его командиром. С этим полком Эмме в том же году принял участие в подавлении польского восстания, и — за отличие при Боремле, Люлинской корчме и при Будзишке был награждён орденом св. Анны II-й степени и Высочайшим благоволением.
В 1834 году Эмме перевёлся в Курляндский драгунский полк и — тогда же, по болезни был уволен в продолжительный отпуск, а 5 января 1837 года вышел в отставку в звании генерал-майора.